# Sexy and I Know It
"Sexy and I Know It" là một bài hát của bộ đôi nhóm nhạc người Mỹ LMFAO nằm album phòng thu thứ hai của họ, Sorry for Party Rocking (2011). Nó được phát hành như là đĩa đơn thứ ba trích từ album vào ngày 16 tháng 9 năm 2011 bởi Interscope Records. Bài hát được đồng viết lời bởi Erin Beck, George Robertson và Kenneth Oliver với GoonRock và thành viên của nhóm Redfoo, những người cũng đồng thời chịu trách nhiệm sản xuất nó với Audiobot. "Sexy and I Know It" là một bản EDM mang nội dung đề cập đến một người đàn ông tự tin trước việc những cô gái sẽ không thể cưỡng lại được thân hình và phong cách đặc biệt của anh một cách hài hước, đã thu hút nhiều sự so sánh với đĩa đơn năm 1992 của Right Said Fred "I'm Too Sexy" bởi sự tương đồng về nội dung lời bài hát. Bài hát còn trở nên nổi tiếng với đoạn hát "I'm sexy and I know it" ở phần điệp khúc, và tiếp nối một chuỗi những câu hát nổi bật như những đĩa đơn trước từ album, bao gồm "Everyday I'm hustlin" của "Party Rock Anthem".
Sau khi phát hành, "Sexy and I Know It" nhận được những phản ứng trái chiều từ các nhà phê bình âm nhạc, trong đó họ đánh giá cao giai điệu bắt tai cũng như quá trình sản xuất nó, nhưng cũng vấp phải nhiều chỉ trích xung quanh nội dung lời bài hát. Tuy nhiên, bài hát đã gặt hái nhiều giải thưởng và đề cử tại những lễ trao giải lớn, bao gồm một đề cử giải Grammy cho Trình diễn song tấu hoặc nhóm nhạc pop xuất sắc nhất tại lễ trao giải thường niên lần thứ 55. "Sexy and I Know It" cũng tiếp nhận những thành công vượt trội về mặt thương mại, đứng đầu các bảng xếp hạng ở Úc, Canada và New Zealand, đồng thời lọt vào top 10 ở hầu hết những quốc gia nó xuất hiện, bao gồm vươn đến top 5 ở những thị trường lớn như Phần Lan, Pháp, Ireland, Na Uy, Tây Ban Nha, Thụy Điển và Vương quốc Anh. Tại Hoa Kỳ, nó đạt vị trí số một trên bảng xếp hạng Billboard Hot 100 trong hai tuần liên tiếp, trở thành đĩa đơn quán quân thứ hai của LMFAO tại đây.
Video ca nhạc cho "Sexy and I Know It" được đạo diễn bởi Mickey Finnegan, trong đó bao gồm những cảnh Redfoo và một nhóm những người đàn ông nhảy múa và tập thể hình quanh thị trấn trong trang phục bơi, trước mặt những người phụ nữ xung quanh. Để quảng bá bài hát, LMFAO đã trình diễn nó trên nhiều chương trình truyền hình và lễ trao giải lớn, bao gồm Britain's Got Talent, The Tonight Show with Jay Leno, giải thưởng Âm nhạc Mỹ năm 2011 và giải thưởng âm nhạc Billboard năm 2012, cũng như trong nhiều chuyến lưu diễn của họ. Kể từ khi phát hành, bài hát đã được hát lại và sử dụng làm nhạc mẫu bởi nhiều nghệ sĩ, như Madonna, "Weird Al" Yankovic, Ricky Martin, Nicki Minaj, Bart Baker và dàn diễn viên của Glee, cũng như xuất hiện trong nhiều tác phẩm điện ảnh và truyền hình, bao gồm American Reunion, Gossip Girl, Grey's Anatomy, Hotel Transylvania và New Girl. Tính đến nay, nó đã bán được hơn 12 triệu bản trên toàn cầu, trở thành một trong những đĩa đơn bán chạy nhất mọi thời đại.

## Danh sách bài hát
- Đĩa CD[2]

1. "Sexy and I Know It" (bản album) – 3:19
2. "Sexy and I Know It" (Mord Fustang) – 5:21

- Tải kĩ thuật số [3]

1. "Sexy and I Know It" (Audiobot phối lại) – 5:55
2. "Sexy and I Know It" (Mord Fustang phối lại) – 5:19
3. "Sexy and I Know It" (Tomba and Borgore phối lại) – 3:41
4. "Sexy and I Know It" (LA Riots phối lại) – 5:40
5. "Sexy and I Know It" (DallasK phối lại) – 5:42
6. "Sexy and I Know It" (Fuego's Moombahton phối lại) – 3:51
7. "Sexy and I Know It" (MADEin82 phối lại, hợp tác với Sky Blu) – 6:01

## Xếp hạng
| Bảng xếp hạng (2011-12)                  | Vị trí cao nhất |
| ---------------------------------------- | --------------- |
| Úc (ARIA)                                | 1               |
| Áo (Ö3 Austria Top 40)                   | 7               |
| Bỉ (Ultratop 50 Flanders)                | 6               |
| Bỉ (Ultratop 50 Wallonia)                | 5               |
| Brazil (ABPD)                            | 3               |
| Canada (Canadian Hot 100)                | 1               |
| Colombia (National-Report)               | 4               |
| Cộng hòa Séc (Rádio Top 100)             | 12              |
| Đan Mạch (Tracklisten)                   | 7               |
| Châu Âu (Euro Digital Songs)             | 3               |
| Phần Lan (Suomen virallinen lista)       | 3               |
| Pháp (SNEP)                              | 3               |
| Đức (Official German Charts)             | 8               |
| Hungary (Single Top 40)                  | 4               |
| Hungary (Dance Top 40)                   | 3               |
| Ireland (IRMA)                           | 4               |
| Israel (Media Forest)                    | 1               |
| Nhật Bản (Japan Hot 100)                 | 42              |
| Luxembourg (Billboard)                   | 2               |
| Hà Lan (Dutch Top 40)                    | 8               |
| Hà Lan (Single Top 100)                  | 7               |
| Mexico Phát thanh (Billboard)            | 3               |
| Mexico Top 20 General (Monitor Latino)   | 18              |
| New Zealand (Recorded Music NZ)          | 1               |
| Na Uy (VG-lista)                         | 3               |
| Bồ Đào Nha (Billboard)                   | 7               |
| Scotland (OCC)                           | 4               |
| Slovakia (Rádio Top 100)                 | 23              |
| Hàn Quốc (Gaon International Singles)    | 32              |
| Tây Ban Nha (PROMUSICAE)                 | 4               |
| Thụy Điển (Sverigetopplistan)            | 2               |
| Thụy Sĩ (Schweizer Hitparade)            | 7               |
| Anh Quốc (OCC)                           | 5               |
| Anh Quốc Dance (OCC)                     | 2               |
| Hoa Kỳ Billboard Hot 100                 | 1               |
| Hoa Kỳ Adult Pop Airplay (Billboard)     | 27              |
| Hoa Kỳ Dance Club Songs (Billboard)      | 1               |
| Hoa Kỳ Hot Latin Songs (Billboard)       | 8               |
| Hoa Kỳ Latin Pop Songs (Billboard)       | 4               |
| Hoa Kỳ Pop Airplay (Billboard)           | 2               |
| Hoa Kỳ Hot R&B/Hip-Hop Songs (Billboard) | 93              |
| Hoa Kỳ Hot Rap Songs (Billboard)         | 8               |
| Hoa Kỳ Rhythmic (Billboard)              | 2               |

| Bảng xếp hạng (2011)                       | Vị trí |
| ------------------------------------------ | ------ |
| Australia (ARIA)                           | 6      |
| Australia Dance (ARIA)                     | 1      |
| Austria (Ö3 Austria Top 40)                | 61     |
| Belgium (Ultratop 50 Flanders)             | 56     |
| Belgium (Ultratop 40 Wallonia)             | 100    |
| Canada (Canadian Hot 100)                  | 30     |
| Denmark (Tracklisten)                      | 38     |
| France (SNEP)                              | 42     |
| Germany (Official German Charts)           | 72     |
| Hungary (Dance Top 40)                     | 37     |
| Italy (FIMI)                               | 51     |
| Netherlands (Dutch Top 40)                 | 43     |
| Netherlands (Single Top 100)               | 40     |
| New Zealand (Recorded Music NZ)            | 11     |
| Poland (ZPAV)                              | 43     |
| South Korea (Gaon International Singles)   | 63     |
| Sweden (Sverigetopplistan)                 | 23     |
| Switzerland (Schweizer Hitparade)          | 63     |
| UK Singles (Official Charts Company)       | 31     |
| US Billboard Hot 100                       | 57     |
| Bảng xếp hạng (2012)                       | Vị trí |
| Australia (ARIA)                           | 37     |
| Australia Dance (ARIA)                     | 6      |
| Austria (Ö3 Austria Top 40)                | 51     |
| Belgium (Ultratop 50 Flanders)             | 45     |
| Belgium (Ultratop 50 Wallonia)             | 19     |
| Canada (Canadian Hot 100)                  | 7      |
| France (SNEP)                              | 28     |
| Germany (Official German Charts)           | 84     |
| Hungary (Dance Top 40)                     | 1      |
| Netherlands (Dutch Top 40)                 | 94     |
| Netherlands (Single Top 100)               | 38     |
| New Zealand (Recorded Music NZ)            | 46     |
| Poland (ZPAV)                              | 19     |
| South Korea (Gaon International Singles)   | 38     |
| Spain (PROMUSICAE)                         | 21     |
| Sweden (Sverigetopplistan)                 | 37     |
| Switzerland (Schweizer Hitparade)          | 32     |
| UK Singles (Official Charts Company)       | 30     |
| US Billboard Hot 100                       | 13     |
| US Latin Songs (Billboard)                 | 39     |
| US Latin Pop Songs (Billboard)             | 28     |
| US Pop Songs (Billboard)                   | 25     |
| US Rhythmic (Billboard)                    | 27     |
| Venezuela Pop Rock General (Record Report) | 38     |

| Bảng xếp hạng                        | Vị trí |
| ------------------------------------ | ------ |
| UK Singles (Official Charts Company) | 262    |
| US Billboard Hot 100                 | 143    |

## Chứng nhận
| Quốc gia                                                                           | Chứng nhận   | Số đơn vị/doanh số chứng nhận |
| ---------------------------------------------------------------------------------- | ------------ | ----------------------------- |
| Úc (ARIA)                                                                          | 12× Bạch kim | 840.000^                      |
| Bỉ (BEA)                                                                           | Vàng         | 15.000*                       |
| Canada (Music Canada)                                                              | 2× Bạch kim  | 673,000                       |
| Đan Mạch (IFPI Đan Mạch)                                                           | Bạch kim     | 30.000^                       |
| Đức (BVMI)                                                                         | Bạch kim     | 500.000‡                      |
| Ý (FIMI)                                                                           | Bạch kim     | 30.000*                       |
| New Zealand (RMNZ)                                                                 | 2× Bạch kim  | 30.000*                       |
| Hàn Quốc (Gaon Chart)                                                              | —            | 941,354                       |
| Tây Ban Nha (PROMUSICAE)                                                           | Vàng         | 20.000*                       |
| Thụy Điển (GLF)                                                                    | 4× Bạch kim  | 80.000‡                       |
| Thụy Sĩ (IFPI)                                                                     | 2× Bạch kim  | 60.000^                       |
| Anh Quốc (BPI)                                                                     | Bạch kim     | 1,063,492                     |
| Hoa Kỳ (RIAA)                                                                      | 8× Bạch kim  | 6,400,000                     |
| Streaming                                                                          |              |                               |
| Đan Mạch (IFPI Đan Mạch)                                                           | Bạch kim     | 1.800.000^                    |
| * Chứng nhận dựa theo doanh số tiêu thụ. ^ Chứng nhận dựa theo doanh số nhập hàng. |              |                               |

## Lịch sử phát hành
| Quốc gia | Ngày              | Định dạng       | Hãng đĩa           |
| -------- | ----------------- | --------------- | ------------------ |
| Hoa Kỳ   | 27 tháng 9, 2011  | Tải kĩ thuật số | Interscope Records |
| Đức      | 21 tháng 11, 2011 | CD              | Universal Music    |